# Ü
Das Ü (kleingeschrieben ü) ist ein Buchstabe des lateinischen Schriftsystems. Es besteht aus einem U mit Trema und ist im deutschen und mehreren weiteren Alphabeten ein Umlautgraphem. In einigen romanischen Sprachen kennzeichnet das Trema eine besondere, meist getrennte Aussprache des U.
In der Umlaut-Bedeutung wurde das Ü erst als UE geschrieben. Später entwickelte sich daraus ein U mit einem kleinen E darüber (Uͤ /uͤ). Dieses E wurde mit der Zeit zu zwei Punkten stilisiert.
Im deutschen Alphabet ist das Ü enthalten. Es kann sowohl als ein langes Ü wie in Lüge oder Hüte (IPA: yː) als auch als ein kurzes Ü wie in Lücke oder Hütte (IPA: ʏ) ausgesprochen werden. Die Aussprache als kurzes geschlossenes Ü (IPA: y) kommt im Deutschen nur in Fremdwörtern wie Xylophon vor.

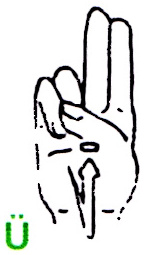
Buchstabe Ü im Fingeralphabet (Deutschland, Österreich, Luxemburg)

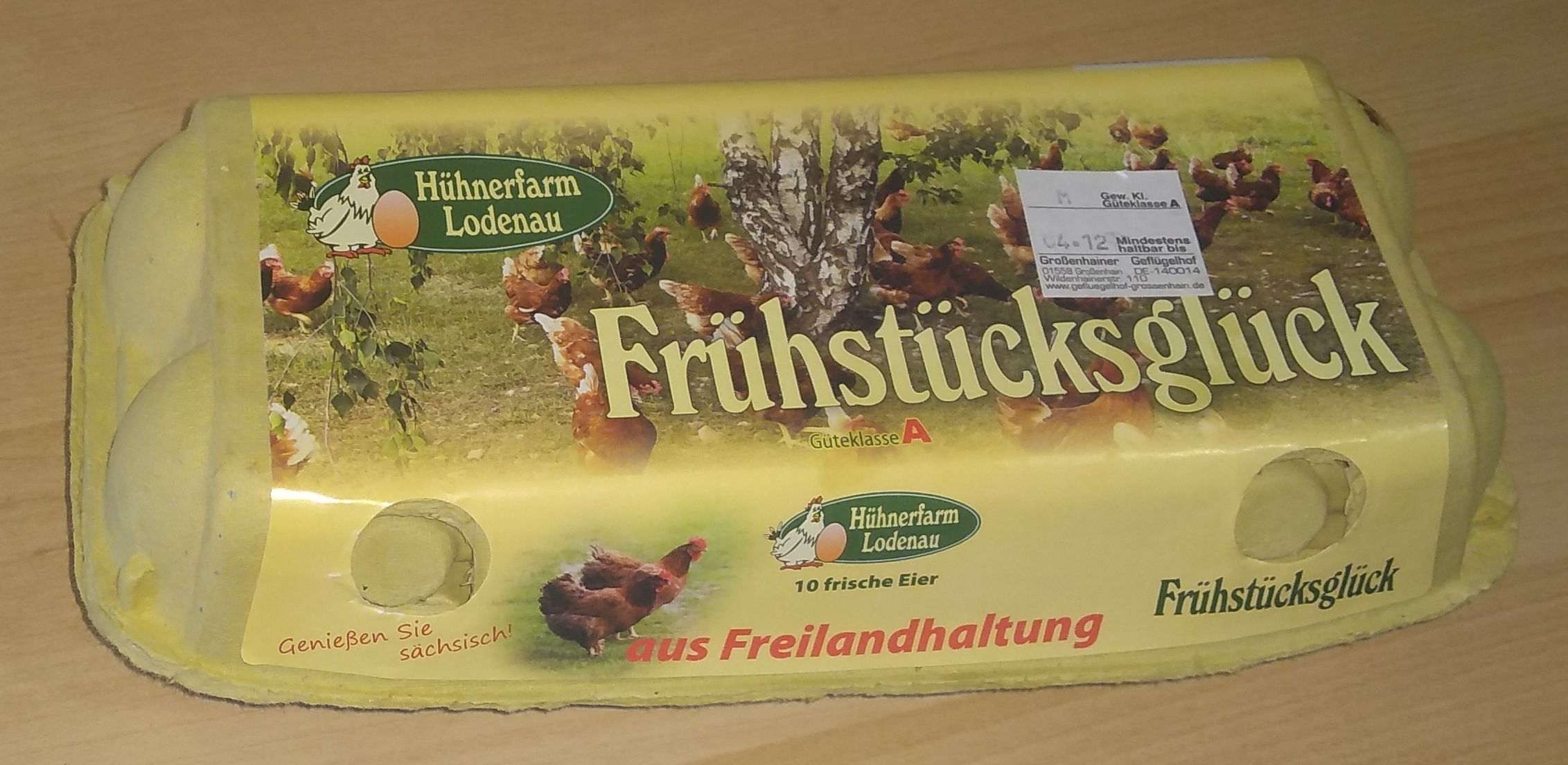
Frühstücksglück – ein Wort mit drei ü – auf einem Eierkarton

Das Fingeralphabet für Gehörlose bzw. Schwerhörige stellt den Buchstaben Ü dar, indem die geschlossene Hand vom Körper weg zeigt und Zeige- und Mittelfinger zusammen nach oben weisen. Der Daumen liegt auf den Fingern der Handfläche und die Hand führt eine kurze Bewegung nach unten aus.
Das Ü ist ein typischer Buchstabe der Turksprachen, dort kommt er in praktisch allen Lateinalphabeten als eigener Buchstabe vor (so z. B. im Türkischen) und steht für den Laut [y]. Das Ү ist die Entsprechung des Ü in Turksprachen, die mit dem kyrillischen Alphabet geschrieben werden, in der arabischen Schrift ist es je nach Sprache das ٷ, ﯗ oder ۈ.
In den chinesischen Umschriften Pinyin, Langjin Pin'in und Wade-Giles steht das Ü ebenfalls für den Laut [y], dieser kommt z. B. in den Worten 玉 (Jade) und 雨 (Regen, regnerisch) vor. In Pinyin wird meistens aufgrund der Einfachheit U geschrieben, außer wenn es zu Verwechslungen kommen kann, in welchem Falle Ü geschrieben wird. In Wade-Giles ist die Verwendung des Ü hingegen obligatorisch. Da auf chinesischen Tastaturen keine Taste Ü existiert, wird stattdessen meistens das V verwendet, welches bei den Pinyin nicht verwendet wird.
Im estnischen Alphabet bezeichnet der Vokal ü ein kurzes ü (IPA: y), üü hingegen ein langes (IPA: yˑ) oder überlanges (IPA: yː) ü.
Im Skoltsamischen, Schwedischen und Finnischen wird das ü alphabetisch identisch mit dem y einsortiert.
In einigen romanischen Sprachen wie Französisch, Katalanisch und Spanisch steht das Trema auf dem U zur Kennzeichnung dafür, dass es in Kombinationen wie Güell, Güímar oder Salaün abweichend von den üblichen Ausspracheregeln einzeln ausgesprochen wird.

## Darstellung auf dem Computer
Unicode enthält das Ü/ü an den Codepunkten U+00DC (Großbuchstabe) und U+00FC (Kleinbuchstabe). Dieselben Stellen belegt es u. a. in ISO 8859-1.
In TeX kann man das Ü im Textsatz mit den Befehlen \"U und \"u sowie im grafischen Satz mit \ddot U und \ddot u einfügen. Mit dem Paket german.sty oder mit dem Paket babel vereinfacht sich die Eingabe der deutschen Umlaute zu "a, "o und "u. Durch Angabe einer passenden Option zum Paket inputenc ist es auch möglich, die Umlaute im Textmodus direkt einzugeben.
In groff lässt sich das Ü mit \[:U] und das ü mit \[:u] erzeugen.
In HTML gibt es die benannten Zeichen &Uuml; für das große Ü und &uuml; für das kleine ü.
Unter Windows kann man das große Ü auch durch die Kombination Alt+154, das kleine ü durch die Kombination Alt+129 eingeben.
Bei der automatischen Texterkennung, vor allem ohne spezielle Unterstützung, wird es oftmals als ii erkannt.
Das alte deutsche Uͤ/uͤ kann mit U+0364 COMBINING LATIN SMALL LETTER E (Unicodeblock Kombinierende diakritische Zeichen –  &#x0364; dem jeweiligen Buchstaben nachgestellt) gesetzt werden.

### Personennamen mit ü
Personen mit Sonderzeichen im Namen haben häufig Probleme, da viele elektronische Systeme diese Zeichen nicht verarbeiten können und man auf Umschreibungen (z. B. ae, oe, ue, ss) ausweichen muss. Gerade in Personalausweisen und Reisepässen ist der Name dann in zweierlei Weise geschrieben, einmal richtig und in der maschinenlesbaren Zone (MRZ) mit Umschrift, was besonders im Ausland für Verwirrung und Verdacht auf Dokumentenfälschung sorgt. Österreichische Ausweisdokumente können (müssen aber nicht) eine Erklärung der deutschen Sonderzeichen (auf Deutsch, Englisch und Französisch, z. B. ü entspricht / is equal to / correspond à UE) beinhalten.
Das deutsche Namensrecht (Nr. 38 NamÄndVwV) erkennt Sonderzeichen im Familiennamen als Grund für eine Namensänderung an (auch eine bloße Änderung der Schreibweise, z. B. von Müller zu Mueller, gilt als solche). Am 1. Oktober 1980 stellte das Bundesverwaltungsgericht noch einmal fest, dass die technisch bedingte fehlerhafte Wiedergabe von Sonderzeichen auf elektronischen Systemen ein wichtiger Grund für die Änderung des Familiennamens sein kann (der Kläger wollte die Schreibweise seines Namens von Götz in Goetz ändern, war aber damit zunächst beim Standesamt gescheitert; Aktenzeichen: 7 C 21/78).